# ساری قشلاق
ساری قشلاق یک روستا در ایران است که در دهستان قشلاق غربی واقع شده‌است. ساری قشلاق ۱۸۹ نفر جمعیت دارد.